# Franco Mezzadra
Franco Mezzadra (Vignale Monferrato, 13 ottobre 1918 – Sidi Bou Said, 7 maggio 1943) è stato un militare e marinaio italiano, decorato di medaglia d'oro al valor militare alla memoria durante il corso della seconda guerra mondiale. Insignito anche di una medaglia d'argento, e una croce di guerra al valor militare, e promosso tenente di vascello per merito di guerra nel corso del 1942.

## Biografia
Nacque a Vignale Monferrato, provincia di Alessandria, il 13 ottobre 1918, figlio di Mario. Dopo aver conseguito la maturità classica nel Liceo "Terenzio Mamiani" di Roma, a partire dal 1935 frequentò la  Regia Accademia Navale di Livorno da cui uscì nel 1939 con il grado di guardiamarina.
Imbarcò prima sulla nave scuola Cristoforo Colombo e successivamente sugli incrociatori pesanti Trieste e Pola, dove si trovava imbarcato allo scoppio della seconda guerra mondiale. Nel settembre 1940 fu promosso sottotenente di vascello, e trasferito sul cacciatorpediniere Emanuele Pessagno dove rimase per oltre un anno in qualità di ufficiale di rotta. Nel marzo 1942 fu assegnato alla Flottiglia MAS di Pola, assumendo il comando della motosilurante MS 22, che in collaborazione con la MS 16, il 12 agosto 1942, attaccò ed affondo nel canale di Sicilia l'incrociatore pesante britannico Manchester.
In una successiva missione in sostegno di una importante operazione di sbarco, salvò l'intero equipaggio di un'altra unità similare, colpita e in preda ad un incendio, qualche istante prima che una esplosione ne provocasse l'affondamento.
Nel maggio 1943 durante le operazioni che precedettero l'evacuazione delle Forze dell'Asse della Tunisia, la MS 22 si trovava all'ancora a Sidi Bou Said, nel golfo di Tunisi, insieme con il VAS 231. Il 7 dello stesso mese l'unità fu attaccata da aerei e si difese con le mitragliatrici, ma fu incendiata e dovette essere portata su un basso fondale per impedirne la totale perdita. Il MAS 22 fu poi abbandonato dall'equipaggio semiaffondato, e durante questa operazione egli cadde colpito a morte da una raffica nemica. Per onorarne il coraggio fu decretata la concessione della medaglia d'oro al valor militare alla memoria. Già decorato con una medaglia d'argento, e una croce di guerra al valor militare, e promosso tenente di vascello per merito di guerra nel corso del 1942.
Una via di Ostia porta il suo nome, così come una Piazza e una scuola elementare di Vignale Monferrato.

### Fonti
1. 1 2 3 4 5  Faiella 2017, p. 59.
2. 1 2 3 4  Combattenti Liberazione.
3. 1 2 3  Marina Difesa.
4. ↑  Sito web del Quirinale: dettaglio decorato.